# Listă de jocuri video de rol din 2004–2005
Acesta este un index cuprinzător al jocurilor video de rol comerciale, sortate cronologic după anul apariției. Informațiile referitoare la data lansării, dezvoltatorul, editura, sistemul de operare, subgenul și notabilitatea sunt furnizate acolo unde sunt disponibile. Tabelul poate fi sortat făcând clic pe casetele mici de lângă titlurile coloanelor. Această listă nu include MUD-uri sau MMORPG-uri. Include jocuri roguelike, de acțiune și tactice (timp real).

Aceasta este o listă de jocuri video de rol din 2004 – 2005.

## Legenda
| Platforme de jocuri video |
| ------------------------- |

| 3DS    | Nintendo 3DS                   |
| AMI    | Commodore Amiga                |
| APPII  | Apple II                       |
| Arcade | Arcade game                    |
| C64    | Commodore 64                   |
| CROSS  | Cross-platform                 |
| DC     | Dreamcast                      |
| DOS    | DOS / MS-DOS                   |
| DROI   | Platforma nu este recunoscută. |
| DS     | Nintendo DS                    |
| FM7    | FM-7                           |
| FMT    | FM Towns                       |
| GB     | Game Boy                       |
| GBA    | Game Boy Advance               |
| GBC    | Game Boy Color                 |
| GCN    | Nintendo GameCube              |
| GEN    | Sega Genesis / Sega Mega Drive |
| iOS    | iOS                            |

| LIN  | Linux                                   |
| MAC  | Macintosh / Mac OS                      |
| MOBI | Mobile phone                            |
| MSX  | MSX                                     |
| MSX2 | MSX2                                    |
| N64  | Nintendo 64                             |
| NEO  | Neo Geo                                 |
| NES  | Nintendo Entertainment System / Famicom |
| OSX  | Mac OS X                                |
| PC60 | NEC PC-6001                             |
| PC88 | NEC PC-8801                             |
| PC98 | NEC PC-9801                             |
| PCE  | TurboGrafx-16 / PC Engine               |
| PS1  | PlayStation / PSone                     |
| PS2  | PlayStation 2                           |
| PS3  | PlayStation 3                           |
| PS4  | Platforma nu este recunoscută.          |
| PSN  | PlayStation Network                     |

| PSP  | PlayStation Portable           |
| PSV  | Platforma nu este recunoscută. |
| OSX  | Mac OS X                       |
| SAT  | Sega Saturn                    |
| SCD  | Sega Mega-CD                   |
| SMS  | Sega Master System             |
| SNES | Super NES / Super Famicom      |
| ST   | Atari ST                       |
| VC   | Virtual Console (Wii)          |
| VITA | PlayStation Vita               |
| X68K | Sharp X68000                   |
| Wii  | Wii                            |
| WiiU | Wii U                          |
| WIN  | Microsoft Windows              |
| X360 | Xbox 360                       |
| XBOX | Xbox                           |
| XOne | Platforma nu este recunoscută. |
| ZX   | ZX Spectrum                    |

| 3DS    | Nintendo 3DS                   |
| AMI    | Commodore Amiga                |
| APPII  | Apple II                       |
| Arcade | Arcade game                    |
| C64    | Commodore 64                   |
| CROSS  | Cross-platform                 |
| DC     | Dreamcast                      |
| DOS    | DOS / MS-DOS                   |
| DROI   | Platforma nu este recunoscută. |
| DS     | Nintendo DS                    |
| FM7    | FM-7                           |
| FMT    | FM Towns                       |
| GB     | Game Boy                       |
| GBA    | Game Boy Advance               |
| GBC    | Game Boy Color                 |
| GCN    | Nintendo GameCube              |
| GEN    | Sega Genesis / Sega Mega Drive |
| iOS    | iOS                            |

| LIN  | Linux                                   |
| MAC  | Macintosh / Mac OS                      |
| MOBI | Mobile phone                            |
| MSX  | MSX                                     |
| MSX2 | MSX2                                    |
| N64  | Nintendo 64                             |
| NEO  | Neo Geo                                 |
| NES  | Nintendo Entertainment System / Famicom |
| OSX  | Mac OS X                                |
| PC60 | NEC PC-6001                             |
| PC88 | NEC PC-8801                             |
| PC98 | NEC PC-9801                             |
| PCE  | TurboGrafx-16 / PC Engine               |
| PS1  | PlayStation / PSone                     |
| PS2  | PlayStation 2                           |
| PS3  | PlayStation 3                           |
| PS4  | Platforma nu este recunoscută.          |
| PSN  | PlayStation Network                     |

| PSP  | PlayStation Portable           |
| PSV  | Platforma nu este recunoscută. |
| OSX  | Mac OS X                       |
| SAT  | Sega Saturn                    |
| SCD  | Sega Mega-CD                   |
| SMS  | Sega Master System             |
| SNES | Super NES / Super Famicom      |
| ST   | Atari ST                       |
| VC   | Virtual Console (Wii)          |
| VITA | PlayStation Vita               |
| X68K | Sharp X68000                   |
| Wii  | Wii                            |
| WiiU | Wii U                          |
| WIN  | Microsoft Windows              |
| X360 | Xbox 360                       |
| XBOX | Xbox                           |
| XOne | Platforma nu este recunoscută. |
| ZX   | ZX Spectrum                    |

| Tipuri de lansări |
| ----------------- |

| Rerel  | Jocul a fost relansat pe aceeași platformă cu modificări minore sau fără modificări.                                                                                     |
| Port   | Jocul a apărut pentru prima dată pe o altă platformă. Este la fel ca originalul, cu puține sau deloc diferențe.                                                          |
| Remake | Jocul este un remake îmbunătățit al celui original, lansat pe aceeași platformă sau pe o platformă diferită, cu modificări ale graficii, sunetului și/sau gameplay-ului. |
| Compl  | O compilație, antologie sau colecție de mai multe titluri, de obicei (dar nu întotdeauna) aparținând aceleiași serii.                                                    |
| Limit  | O lansare specială (numită adesea Limited sau Collector’s Edition) cu material bonus de colecție. Adesea este furnizată persoanelor care pre-comandă un joc.             |

| Rerel  | Jocul a fost relansat pe aceeași platformă cu modificări minore sau fără modificări.                                                                                     |
| Port   | Jocul a apărut pentru prima dată pe o altă platformă. Este la fel ca originalul, cu puține sau deloc diferențe.                                                          |
| Remake | Jocul este un remake îmbunătățit al celui original, lansat pe aceeași platformă sau pe o platformă diferită, cu modificări ale graficii, sunetului și/sau gameplay-ului. |
| Compl  | O compilație, antologie sau colecție de mai multe titluri, de obicei (dar nu întotdeauna) aparținând aceleiași serii.                                                    |
| Limit  | O lansare specială (numită adesea Limited sau Collector’s Edition) cu material bonus de colecție. Adesea este furnizată persoanelor care pre-comandă un joc.             |

| Note despre genuri |
| ------------------ |

| Action RPG   | Joc video de rol de acțiune.              |
| Tactical RPG | Joc video de rol tactic.                  |
| Roguelike    | Roguelike.                                |
| MMORPG       | Joc de rol cu multiplayer online în masă. |
| MUD          | MUD.                                      |

| FPS/RPG | Shooter first-person / Joc video de rol hibrid (Joc video de rol shooter).                            |
| RTS/RPG | Joc de strategie în timp real / Joc video de rol hibrid (Joc video de rol de strategie în timp real). |
| WRPG    | Joc de rol în stil western.                                                                           |
| JRPG    | Joc de rol în stil japonez.                                                                           |
| Eroge   | Joc japonez cu conținut erotic.                                                                       |

| Action RPG   | Joc video de rol de acțiune.              |
| Tactical RPG | Joc video de rol tactic.                  |
| Roguelike    | Roguelike.                                |
| MMORPG       | Joc de rol cu multiplayer online în masă. |
| MUD          | MUD.                                      |

| FPS/RPG | Shooter first-person / Joc video de rol hibrid (Joc video de rol shooter).                            |
| RTS/RPG | Joc de strategie în timp real / Joc video de rol hibrid (Joc video de rol de strategie în timp real). |
| WRPG    | Joc de rol în stil western.                                                                           |
| JRPG    | Joc de rol în stil japonez.                                                                           |
| Eroge   | Joc japonez cu conținut erotic.                                                                       |

## Lista
| An                               | Titlu | Dezvoltator                | Editură                                | Setări                     | Platformă                         | Subgen                           | Serie/Note | Țara de origine |
| -------------------------------- | --- | -------------------------- | -------------------------------------- | -------------------------- | --------------------------------- | -------------------------------- | --- | --------------- |
| 2004 (EU)                        | A.I.M.: Artificial Intelligence Machines | SkyRiver                   | 1C Company                             | Modern                     | WIN                               | Action RPG                       | |                 |
| 2004 (JP) 2005 (NA)              | Arc the Lad: End of Darkness | Cattle Call                | SCEI Namco                             | Fantezie                   | PS2                               | Action RPG                       | Sequel al Arc the Lad: Twilight of the Spirits. | Japonia         |
| 2004 (JP) 2005 (NA) 2006 (EU)    | Atelier Iris: Eternal Mana | Gust                       | Gust Nippon Ichi Koei                  | Fantezie                   | PS2                               |                                  | | Japonia         |
| 2004 (NA)                        | Blades of Avernum | Spiderweb                  | Spiderweb                              | Fantezie                   | MAC WIN                           |                                  | | SUA             |
| 2004 (NA)                        | Baldur's Gate: Dark Alliance | Magic Pockets              | DSI                                    | Fantezie                   | GBA (Port)                        | Action RPG                       | Portare a Baldur's Gate: Dark Alliance pentru PS2. Spin-off al seriei Baldur's Gate.                                                                  | FR/US           |
| 2004 (??)                        | Baldur's Gate: Dark Alliance II | Black Isle                 |                                        | Fantezie                   | Xbox PS2                          | Action RPG                       | Sequel al Baldur's Gate: Dark Alliance. | SUA             |
| 2004 (NA) 2005 (PAL)             | Bards Tale, The | InXile                     | Vivendi                                | Fantezie                   | Xbox PS2                          | Action RPG                       | Falsificare a Bard's Tale, The pentru Apple II. | SUA             |
| 2004 (JP)                        | Before Crisis: Final Fantasy VII | Square Enix                | Square Enix                            | Sci-Fi Fantasy             | MOBI                              | Action RPG                       | Prequel al Final Fantasy VII. | Japonia         |
| 2004 (DE/NA/UK)                  | Beyond Divinity | Larian                     | Ubisoft Hip Focus Home                 | Fantezie                   | WIN                               | Action RPG                       | Spin-off of Divine Divinity. | BE              |
| 2004 (DE/NA/UK)                  | Beyond Divinity: Deluxe Edition | Larian                     | MediaMix                               | Fantezie                   | WIN (Comp)                        | Action RPG                       | Compilație a Beyond Divinity și Divine Divinity pentru WIN.                                                                                           | BE              |
| 2004 (NA)                        | Black Isle Compilation: Part Two | Black Isle                 | Interplay                              | Fantezie                   | WIN (Comp)                        |                                  | Compilație a jocurilor Black Isle's D&D, mai puțin Planescape: Torment.                                                                               | SUA             |
| 2004 (JP)                        | Black/Matrix 00 | Flight-Plan                |                                        | Fantezie                   | PS1 (Port)                        | Tactical RPG                     | Portare a Black Matrix Zero. | Japonia         |
| 2004 (JP/NA) 2005 (EU)           | Boktai 2: Solar Boy Django | Konami                     | Konami                                 | Fantezie                   | GBA                               |                                  | Sequel al Boktai: The Sun is in Your Hand. | Japonia         |
| 2004 (NA/PAL)                    | Champions of Norrath | Snowblind                  | SOE                                    | Fantezie                   | PS2                               | Action RPG                       | Spin-off al seriei EverQuest. | SUA             |
| 2004 (RU) 2005 (NA)              | COPS 2170: The Power of Law Власть Закона | MiST Land                  | Strategy First                         | Post-apocalyptic Cyberpunk | WIN                               | Tactical RPG                     | | RU              |
| 2004 (JP)                        | Dragon Quest | Square Enix                | Square Enix                            | Fantezie                   | Mobi (Remake)                     | JRPG                             | Refacere a Dragon Quest pentru NES. | Japonia         |
| 2004 (JP)                        | Dragon Quest V: Tenku no Hanayome | ArtePiazza Matrix          | Square Enix                            | Fantezie                   | PS2 (Remake)                      | JRPG                             | Refacere a Dragon Quest V: Tenku no Hanayome pentru SNES. Sequel al Dragon Quest IV.                                                                  | Japonia         |
| 2004 (JP) 2005 (NA) 2006 (EU/AU) | Dragon Quest VIII: Journey of the Cursed King | Level-5                    | Square Enix                            | Fantezie                   | PS2                               | JRPG                             | Sequel al Dragon Quest VII. Sequel al Dragon Quest VII.                                                                                               | Japonia         |
| 2004 (NA)                        | Elder Scrolls, The: Arena | Bethesda                   | Bethesda                               | Fantezie                   | DOS (Rerel)                       |                                  | Relansare gratuită a The Elder Scrolls: Arena. | SUA             |
| 2004 (??)                        | Elder Scrolls Travels, The: Dawnstar | Vir2L                      | Vir2L                                  | Fantezie                   | MOBI                              |                                  | | SUA             |
| 2004 (??)                        | Elder Scrolls Travels, The: Shadowkey | Vir2L TKO                  | Vir2L Nokia                            | Fantezie                   | NGE                               |                                  | | SUA             |
| 2004 (NA)                        | Devil Whiskey | Shifting Suns              | Shifting Suns                          | Fantezie                   | WIN                               |                                  | Puternic influențat de The Bard's Tale Debutul seriei.                                                                                                |                 |
| 2004 (NA/EU) 2005 (JP)           | Fable | Lionhead                   | Microsoft                              | Fantezie                   | Xbox                              | Action RPG                       | | UK              |
| 2004 (??)                        | Fall, The: Last Days of Gaia | Silver Style               | Deep Silver                            | Post-apocalyptic           | WIN                               |                                  | | DE              |
| 2004 (NA/EU) 2005 (JP)           | Fallout: Brotherhood of Steel | Interplay                  | Interplay                              | Post-apocalyptic           | PS2 Xbox (Port)                   | Action RPG                       | Spin-off al seriei Fallout. | SUA             |
| 2004 (JP)                        | Final Fantasy Final Fantasy Mobile |                            |                                        | Fantezie                   | MOBI (Port)                       | JRPG                             | Portare a Final Fantasy pentru NES. | Japonia         |
| 2004 (JP/NA/EU/AU)               | Final Fantasy I & II: Dawn of Souls | Square TOSE                | Square Enix                            | Fantezie                   | GBA (Port)                        | JRPG                             | Portare a Final Fantasy și Final Fantasy II pentru NES.                                                                                               | Japonia         |
| 2004 (JP)                        | Final Fantasy II Final Fantasy II Mobile |                            |                                        | Fantezie                   | MOBi (Port)                       | JRPG                             | Portare a Final Fantasy II pentru NES. | Japonia         |
| 2004 (JP) 2005 (NA/EU)           | Fire Emblem: The Sacred Stones | Intelligent                | Nintendo                               | Fantezie                   | GBA                               | Tactical RPG                     | | Japonia         |
| 2004 (NA/EU/AU)                  | Forgotten Realms: Demon Stone | Stormfront Krysalide Zono  | Atari                                  | Fantezie                   | PS2 Xbox                          | Action RPG                       | | SUA             |
| 2004 (NA/AU)                     | Forgotten Realms: Demon Stone | Stormfront Zono            | Atari                                  | Fantezie                   | WIN (Port)                        | Action RPG                       | Portare a Forgotten Realms: Demon Stone pentru PS2.                                                                                                   | SUA             |
| 2004 (JP)                        | Fullmetal Alchemist: Dream Carnival | Eighting                   | Bandai                                 | Fantezie                   | PS2                               |                                  | | Japonia         |
| 2004 (JP) 2005 (NA)              | Fullmetal Alchemist 2: Curse of the Crimson Elixir | Racjin                     | Square Enix                            | Fantezie                   | PS2                               | Action RPG                       | Sequel al Fullmetal Alchemist: Dream Carnival. Prequel al Fullmetal Alchemist and the Broken Angel.                                                   | Japonia         |
| 2004 (DE) 2005 (NA)              | Gothic II: Gold Edition | Piranha Bytes              | JoWood Aspyr                           | Fantezie                   | WIN (Comp)                        | Action RPG                       | Compilație a Gothic II și a expansiunii sale Gothic II: Night of the Raven.                                                                           | DEizumo         |
| 2004 (NA/EU)                     | Harry Potter and the Prisoner of Azkaban | KnowWonder                 | EA                                     | Fantezie                   | WIN                               |                                  | | SUA             |
| 2004 (NA/EU)                     | Harry Potter and the Prisoner of Azkaban | EA UK                      | EA                                     | Fantezie                   | GCN (Port) PS2 (Port) Xbox (Port) |                                  | Portare a Harry Potter and the Prisoner of Azkaban pentru PC.                                                                                         | SUA/UK          |
| 2004 (??)                        | Harry Potter and the Prisoner of Azkaban | Griptonite                 | EA                                     | Fantezie                   | GBA (Port)                        |                                  | Portare a Harry Potter and the Prisoner of Azkaban pentru PC.                                                                                         | SUA             |
| 2004 (JP/NA)                     | Inuyasha: The Secret of the Cursed Mask | Bandai                     | Bandai                                 | Fantezie                   | PS2                               |                                  | | Japonia         |
| 2004 (NA) 2005 (EU)              | Jagged Alliance 2: Wildfire | I-Deal                     | Strategy First                         | Modern                     | WIN (Comp)                        | Tactical RPG                     | Compilație a Jagged Alliance 2 and the Wildfire mod.                                                                                                  | DE              |
| 2004 (JP/NA) 2005 (EU/AU)        | Kingdom Hearts: Chain of Memories | Square Enix Jupiter        | Square Enix Nintendo                   | Fantezie                   | GBA                               | Action RPG                       | Sequel al Kingdom Hearts. | Japonia         |
| 2004 (NA/EU)                     | Knights of the Temple: Infernal Crusade | Starbreeze                 | TDK                                    | Fantezie                   | GCN PS2 WIN Xbox                  | Action RPG                       | | SE              |
| 2004 (JP) 2006 (NA)              | Legend of Heroes III, The: Prophecy of the Moonlight Witch The Legend of Heroes II: Prophecy of the Moonlight Witch 英雄伝説III「白き魔女」-もうひとつの英雄たちの物語- | Nihon Falcom               | Namco Bandai                           | Fantezie                   | PSP (Remake)                      | JRPG                             | Refacere a The Legend of Heroes III: Prophecy of the Moonlight Witch pentru PC98. Sequel al Dragon Slayer: The Legend of Heroes II.                   | Japonia         |
| 2004 (JP)                        | Legend of Heroes III, The: Prophecy of the Moonlight Witch The Legend of Heroes II: Prophecy of the Moonlight Witch 英雄伝説III「白き魔女」-もうひとつの英雄たちの物語- | ScriptArts                 | Taito                                  | Fantezie                   | MOBI (Port)                       |                                  | Portare a The Legend of Heroes III: Prophecy of the Moonlight Witch pentru PC98. Sequel al Dragon Slayer: The Legend of Heroes II.                    | Japonia         |
| 2004 (JP)                        | The Legend of Heroes: Trails in the Sky 英雄伝説「空の軌跡FC」 | Nihon Falcom               | Nihon Falcom                           | Fantezie                   | WIN                               |                                  | Debutul seriei Trails | Japonia         |
| 2004 (NA/EU)                     | Lord of the Rings, The: The Third Age | EA Redwood Shores          | EA                                     | Fantezie                   | GCN PS2 Xbox                      |                                  | SUA |                 |
| 2004 (NA/PAL)                    | Lord of the Rings, The: The Third Age | Griptonite                 | EA                                     | Fantezie                   | GBA                               | Tactical RPG                     | | SUA             |
| 2004 (JP) 2005 (NA) 2006 (PAL)   | Magna Carta: Crimson Stigmata Magna Carta: Tears of Blood | Softmax                    | Banpresto Atlus 505                    | Fantezie                   | PS2                               |                                  | Sequel al Magna Carta: The Phantom of Avalanche pentru PC.                                                                                            | Japonia         |
| 2004 (JP) 2005 (NA/EU)           | Mega Man Battle Network 5: Team ProtoMan | Capcom                     | Capcom                                 | Fantezie                   | GBA                               | Action RPG                       | Sequel al Mega Man Battle Network 4. | Japonia         |
| 2004 (JP/NA) 2006 (PAL)          | Monster Hunter | Capcom                     | Capcom                                 | Fantezie                   | PS2                               | Action RPG                       | Debutul seriei. | Japonia         |
| 2004 (NA)                        | Neverwinter Nights: Hordes of the Underdark | BioWare Floodgate          | MacSoft                                | Fantezie                   | OSX (Port)                        |                                  | Portare a Neverwinter Nights: Hordes of the Underdark pentru WIN. Expansiune a Neverwinter Nights.                                                    | CA              |
| 2004 (NA)                        | Neverwinter Nights: Platinum | BioWare                    | Atari                                  | Fantezie                   | WIN (Comp)                        |                                  | Compilație a Neverwinter Nights și a expansiunilor sale.                                                                                              | CA              |
| 2004 (NA)                        | Neverwinter Nights: Kingmaker | BioWare                    | Atari MacSoft                          | Fantezie                   | LIN OSX WIN                       |                                  | Modul premium Neverwinter Nights. | CA              |
| 2004 (NA)                        | Neverwinter Nights: ShadowGuard | BioWare                    | Atari MacSoft                          | Fantezie                   | LIN OSX WIN                       |                                  | Modul premium Neverwinter Nights. | CA              |
| 2004 (NA)                        | Neverwinter Nights: Witch's Wake | BioWare                    | Atari MacSoft                          | Fantezie                   | LIN OSX WIN                       |                                  | Modul premium Neverwinter Nights. | CA              |
| 2004 (NA)                        | Neverwinter Nights: Shadows of Undrentide | Floodgate BioWare          | MacSoft                                | Fantezie                   | OSX (Port)                        |                                  | Portare a Neverwinter Nights: Shadows of Undrentide pentru WIN.                                                                                       | SUA             |
| 2004 (JP)                        | Nightmare of Druaga, The: Fushigino Dungeon | Arika Chunsoft             | Namco                                  | Fantezie                   | PS2                               |                                  | Sequel al The Blue Crystal Rod pentru SNES. | Japonia         |
| 2004 (JP/NA/EU)                  | Paper Mario: The Thousand-Year Door | Intelligent                | Nintendo                               | Fantezie                   | GCN                               |                                  | Sequel al Paper Mario pentru N64. | Japonia         |
| 2004 (JP/NA) 2005 (EU)           | Phantom Brave ファントム・ブレイブ | Nippon Ichi                | Nippon Ichi Koei                       | Fantezie                   | PS2                               | Tactical RPG                     | | Japonia         |
| 2004 (NA)                        | Pocket Kingdom: Own the World | Sega                       | Nokia                                  | Fantezie                   | NGE                               | MMORPG                           | | Japonia         |
| 2004 (JP) 2005 (NA/EU/AU)        | Pokémon Emerald | Game Freak                 | Nintendo The Pokémon Company           | Modern Fantasy             | GBA (Remake)                      |                                  | Refacere a Pokémon Ruby și Pokémon Sapphire pentru GBA.                                                                                               | Japonia         |
| 2004 (JP/NA/EU/AU)               | Pokémon FireRed | Game Freak                 | Nintendo                               | Modern Fantasy             | GBA (Remake)                      |                                  | Refacere a Pokémon Red pentru GB. | Japonia         |
| 2004 (JP/NA/EU/AU)               | Pokémon LeafGreen | Game Freak                 | Nintendo                               | Modern Fantasy             | GBA (Remake)                      |                                  | Refacere a Pokémon Green pentru GB. | Japonia         |
| 2004 (JP)                        | Popolocrois: Adventure of the Law of the Moon | SCE                        | SCE                                    | Fantezie                   | PS2                               |                                  | | Japonia         |
| 2004 (JP) 2005 (NA)              | Riviera: The Promised Land | Sting                      | Sting Atlus                            | Fantezie                   | GBA (Port)                        |                                  | Portare a Riviera: The Promised Land pentru WSC. | Japonia         |
| 2004 (JP) 2005 (WW)              | RPG Maker XP | Enterbrain                 | Enterbrain                             | N/A                        | WIN                               | RPG construction tool            | Sequel al RPG Maker 2003. | Japonia         |
| 2004 (NA/EU)                     | Sacred | Ascaron                    | Encore Take-Two                        | Fantezie                   | WIN                               | Action RPG                       | Debutul seriei. | DE              |
| 2004 (UK)                        | Sacred: Plus | Ascaron                    | Koch Take-Two                          | Fantezie                   | WIN (Limit)                       | Action RPG                       | Versiunea director's cut a jocului Sacred | DE              |
| 2004 (NA)                        | Shadow Vault | Mayhem                     | Strategy First                         | Post-apocalyptic Cyberpunk | WIN                               | Tactical RPG                     | | SK              |
| 2004 (JP/NA) 2005 (PAL)          | Shadow Hearts: Covenant Shadow Hearts II シャドウハーツII | Nautilus                   | Aruze Midway                           | Historical Fantasy         | PS2                               |                                  | Sequel al Shadow Hearts. | Japonia         |
| 2004 (JP) 2005 (NA) 2006 (PAL)   | Shin Megami Tensei: Digital Devil Saga | Atlus                      | Atlus Ghostlight                       | Fantezie                   | PS2                               |                                  | Spin-off al seriei Shin Megami Tensei. | Japonia         |
| 2004 (??)                        | Shining Force: Resurrection of the Dark Dragon | Amusement Vision           | Sega                                   | Fantezie                   | GBA (Remake)                      | Tactical RPG                     | Refacere a Shining Force: The Legacy of Great Intention pentru GEN.                                                                                   |                 |
| 2004 (JP) 2005 (NA)              | Shining Tears シャイニング・ティアーズ | Nextech Amusement Vision   | Sega                                   | Fantezie                   | PS2                               | Action RPG                       | Parte a seriei Shining Force. | Japonia         |
| 2004 (EU)                        | Silent Storm: Gold Edition | Nival                      | JoWood                                 | Sci-Fi Historical          | WIN (Comp)                        | Tactical RPG                     | Compilație a Silent Storm și Silent Storm: Sentinels.                                                                                                 | RU              |
| 2004 (EU)                        | Silent Storm: Sentinels | Nival                      | 1C Company JoWood                      | Sci-Fi Historical          | WIN                               | Tactical RPG                     | Expansiune de sine stătătoare a Silent Storm. | RU              |
| 2004 (RU) 2005 (UK) 2006 (NA)    | Space Rangers 2: Dominators Space Rangers 2: Rise of the Dominators Космические рейнджеры 2: Доминаторы                                                                 | Elemental                  | Excalibur 1C Company Cinemaware        | Sci-Fi                     | WIN                               | Adventure/RPG/Strategy hybrid    | Sequel al Space Rangers. | RU              |
| 2004 (NA)                        | Star Wars: Knights of the Old Republic | BioWare                    | Aspyr                                  | Sci-Fi                     | OSX (Port)                        |                                  | Portare a Star Wars: Knights of the Old Republic pentru WIN.                                                                                          | CA              |
| 2004 (NA) 2005 (EU/AU)           | Star Wars: Knights of the Old Republic II—The Sith Lords | Obsidian                   | LucasArts                              | Sci-Fi Fantasy             | Xbox                              |                                  | Sequel al Star Wars: Knights of the Old Republic. | SUA             |
| 2004 (RU) 2005 (EU)              | Star Wolves Звездные волки | Xbow                       | 1C Company Excalibur Micro Application | Sci-Fi                     | WIN                               | Tactical RPG Real-time           | Personajele pilotează nave spațiale, dar jocul prezintă elemente RPG tradiționale.                                                                    | RU              |
| 2004 (JP) 2005 (NA) 2006 (PAL)   | Stella Deus: The Gate of Eternity ステラデウス | Pinegrow                   | Atlus 505 GameStreet                   | Fantezie                   | PS2                               | Tactical RPG                     | | Japonia         |
| 2004 (NA/EU) 2005 (JP)           | Sudeki | Climax                     | Microsoft                              | Fantezie                   | Xbox                              | Action RPG                       | | UK              |
| 2004 (JP) 2005 (NA/EU)           | Suikoden IV | Konami                     | Konami                                 | Fantezie                   | PS2                               |                                  | Sequel al Suikoden III. | Japonia         |
| 2004 (JP) 2006 (NA)              | Summon Night: Swordcraft Story 2 | Flight-Plan                | Banpresto Atlus                        | Steampunk                  | GBA                               | Action RPG                       | Sequel al Summon Night: Swordcraft Story. | Japonia         |
| 2004 (JP)                        | Super Robot Wars GC | Banpresto                  | Banpresto                              | Sci-Fi                     | GCN                               | Tactical RPG                     | | Japonia         |
| 2004 (JP)                        | Super Robot Wars MX | Banpresto                  | Banpresto                              | Sci-Fi                     | PS2                               | Tactical RPG                     | | Japonia         |
| 2004 (JP)                        | Tales of Rebirth | Namco                      | Namco                                  | Fantezie                   | PS2                               | Action RPG                       | Sequel al Tales of Symphonia. | Japonia         |
| 2004 (JP)                        | Tales of Symphonia | Namco                      | Namco                                  | Fantezie                   | PS2 (Port)                        | Action RPG                       | Portare a Tales of Symphonia pentru GCN. Prequel îndepărtat la al Tales of Phantasia.                                                                 | Japonia         |
| 2004 (JP)                        | Tales of Tactics |                            |                                        | Fantezie                   | MOBI                              | Tactical RPG                     | | Japonia         |
| 2004 (NA/EU)                     | Vampire: The Masquerade - Bloodlines | Troika                     | Activision                             | Modern Fantasy             | WIN                               | FPS/RPG                          | Setări World of Darkness. Eșuează financiar, marcând sfârșitul companiei Troika Games.                                                                | SUA             |
| 2004 (JP) 2005 (NA)              | Virtua Quest | Sega-AM2                   | Sega                                   | Fantezie                   | GCN PS2                           | Action RPG                       | Spin-off al seriei Virtua Fighter. | Japonia         |
| 2004 (NA/EU)                     | Wars and Warriors: Joan of Arc | Enlight                    | Enlight                                | Historical Fantasy         | WIN                               | Action RPG RTS/RPG               | O versiune planificată pentru Xbox a fost anulată. | HK              |
| 2004 (NA)                        | Weird Wars: The Unknown Episode of World War II | Mirage                     | Strategy First                         | Alternate history Fantasy  | WIN                               | Real-time                        | Bazat pe un sitcom din anii '70 și setarea RPG PnP Pinnacle. Used the same engine as Another War.                                                     | PL              |
| 2004 (NA/PAL) 2005 (JP)          | X-Men Legends | Raven                      | Activision                             | Sci-Fi                     | GCN PS2 Xbox                      | Action RPG                       | | SUA             |
| 2004 (JP) 2005 (NA/EU)           | Xenosaga Episode II: Jenseits von Gut und Böse | Monolith                   | Namco SCEE                             | Sci-Fi Fantasy             | PS2                               |                                  | Sequel al Xenosaga Episode I: Der Wille zur Macht. | Japonia         |
| 2004 (JP/NA) 2005 (PAL)          | Yu Yu Hakusho: Tournament Tactics | Sensory Sweep              | Atari                                  | Fantezie                   | GBA                               | Tactical RPG                     | | Japonia         |
| 2005 (JP)                        | Angelic Vale Shinden: Ephemer Shima Kitare エンジェリックヴェール | Chrome Six                 |                                        | Fantezie                   | WIN                               | Tactical RPG                     | | Japonia         |
| 2005 (DE)                        | Atari Collection: Rollenspiele | Various                    | Atari                                  | Fantezie                   | WIN (Comp)                        |                                  | Compilarea germană a lui Neverwinter Nights și a expansiunilor sale, precum și a lui Forgotten Realms: Demon Stone.                                   | CA/US           |
| 2005 (NA)                        | Avernum 4 | Spiderweb                  | Spiderweb                              | Fantezie                   | MAC WIN                           |                                  | Sequel al seriei Avernum 3. | SUA             |
| 2005 (NA/EU)                     | Bards Tale, The | InXile                     | Vivendi Ubisoft 1C Company             | Fantezie                   | WIN (Port)                        |                                  | Portare a The Bards Tale pentru PS2 și Xbox. Reimaginare a The Bards Tale din 1985.                                                                   | SUA             |
| 2005 (WW)                        | Battle for Wesnoth, The | N/A                        |                                        | Fantezie                   | CROSS                             | Tactical RPG                     | Open source. |                 |
| 2005 (JP)                        | Battle Moon Wars 1 | Werk                       |                                        | Fantezie                   | WIN                               | Tactical RPG                     | | Japonia         |
| 2005 (RU) 2006 (NA)              | Brigade E5: New Jagged Union Бригада Е5: Новый Альянс | Apeiron                    | 1C Company Strategy First              | Modern                     | WIN                               | Tactical RPG Real-time           | | RU              |
| 2005 (RU)                        | COPS 2170: The Power of Law – Gold Collection Власть закона. Золотая коллекция                                                                                          | MiST Land                  |                                        | Post-apocaliptic Cyberpunk | WIN (Comp)                        | Tactical RPG                     | Compilație a COPS 2170: The Power of Law și a add-on-urilor sale.                                                                                     | RU              |
| 2005 (RU) 2007 (UK)              | Dawn of Magic | SkyFallen                  | 1C Company Deep Silver                 | Fantezie                   | WIN                               | Action RPG.                      | RU |                 |
| 2005 (NA/EU)                     | Dungeon Lords | Heuristic Park             | DreamCatcher                           | Fantezie                   | WIN                               | Action RPG                       | Marchează încercarea dezastruoasă a lui D.W. Bradley de a reintra pe piața CRPG.                                                                      | SUA             |
| 2005 (NA/EU/AU)                  | Dungeon Siege II | Gas Powered                | Microsoft                              | Fantezie                   | WIN                               | Action RPG                       | Sequel al Dungeon Siege. | SUA             |
| 2005 (NA/EU/AU)                  | Dungeons & Dragons: Dragonshard | Liquid                     | Atari                                  | Fantezie                   | WIN                               | Action RPG RTS/RPG               | | SUA             |
| 2005 (NA/EU)                     | Fable | Lionhead                   | Microsoft                              | Fantezie                   | WIN (Port)                        | Action RPG                       | Portare a Fable pentru Xbox. | UK              |
| 2005 (NA/EU/AU)                  | Fable: The Lost Chapters | Lionhead                   | Microsoft                              | Fantezie                   | WIN, Xbox                         |                                  | Versiunea extinsă a Fable: The Lost Chapters pentru Xbox.                                                                                             | UK              |
| 2005 (CN)                        | Fantasia Sango II | UserJoy                    | Unistar                                | Fantezie                   | WIN                               |                                  | Sequel al Fantasia Sango. | CN              |
| 2005 (NA)                        | FATE | WildStudios                | WildTangent                            | Fantezie                   | WIN                               | Action RPG                       | | SUA             |
| 2005 (NA/EU/AU)                  | Freedom Force vs The 3rd Reich | Irrational                 | Vivendi Universal                      | Superhero                  | WIN                               | Tactical RPG Real-time           | Sequel al Freedom Force. | SUA             |
| 2005 (WW)                        | Geneforge 3 | Spiderweb                  | Spiderweb                              | Fantezie                   | MAC WIN                           |                                  | Sequel al Geneforge 2. | SUA             |
| 2005 (DE)                        | Gothic: Collector's Edition | Piranha Bytes              | JoWood Aspyr                           | Fantezie                   | WIN (Comp)                        |                                  | Compilație a Gothic, Gothic II și Gothic II: Night of the Raven.                                                                                      | DE              |
| 2005 (RU/NA) 2006 (EU)           | Hammer & Sickle Серп и Молот | Nival Novik&Co             | 1C Company CDV                         | Sci-Fi Historical          | WIN                               | Tactical RPG                     | Are loc în universul Silent Storm, în urma evenimentelor din ultimele două jocuri                                                                     | RU              |
| 2004 (EU) 2005 (NA)              | Heretic Kingdom: The Inquisition Kult: Heretic Kingdoms | 3D People                  | Project Three                          | Fantezie                   | WIN                               |                                  | | SK              |
| 2005 (EU)                        | Knights of the Temple II | Cauldron                   | Playlogic                              | Fantezie                   | WIN                               | Action RPG                       | Sequel al Knights of the Temple: Infernal Crusade. | SK              |
| 2005 (NA/EU)                     | Metalheart: Replicants Rampage | Akella NumLock             | DreamCatcher Akella                    | Post-apocalyptic           | WIN                               | Tactical RPG                     | | RU              |
| 2005 (NA)                        | Neverwinter Nights: Diamond | BioWare                    | Atari                                  | Fantezie                   | WIN (Comp)                        |                                  | Compilație a Neverwinter Nights și a expansiunilor și vânzarea modului Wildfire.                                                                      | CA              |
| 2005 (NA)                        | Neverwinter Nights: Pirates of the Sword Coast | BioWare                    | Atari MacSoft                          | Fantezie                   | LIN OSX WIN                       |                                  | Module premium Neverwinter Nights . | CA              |
| 2005 (RU) 2006 (NA)              | Night Watch Ночной дозор | Nival                      | CDV                                    | Modern Fantasy             | WIN                               | Tactical RPG                     | Bazat pe Russian novel and film omonim. Folosește motorul Silent Stormbook and motion picture omonim.                                                 | RU              |
| 2005 (NA)                        | Restricted Area | Master Creating            | Whiptail                               | Cyberpunk                  | WIN                               | Action RPG                       | | DE              |
| 2005 (EU) 2008 (NA)              | Sacred Gold | Ascaron                    | Koch Ascaron Strategy First            | Fantezie                   | WIN (Comp)                        | Action RPG                       | Compilație a Sacred și a expansiunilor sale. | DE              |
| 2005 (EU)                        | Sacred: Underworld | Ascaron                    | Ascaron Take-Two                       | Fantezie                   | WIN                               | Action RPG                       | Expansiune a Sacred. | DE              |
| 2005 (JP)                        | Sakura Taisen 4: Koi Seyo, Otome | Red Overworks              | Sega                                   | Steampunk                  | WIN (Port)                        | Tactical RPG                     | Portare a Sakura Taisen 4: Koi Seyo, Otome pentru DC. Sequel al Sakura Taisen 3.                                                                      | Japonia         |
| 2005 (NA)                        | Shadow Vault | Mayhem                     | Strategy First                         | Post-apocalyptic Cyberpunk | WIN                               | Tactical RPG                     | | SK              |
| 2005 (NA)                        | Star Wars: Knights of the Old Republic II: The Sith Lords | Obsidian                   | LucasArts Activision                   | Sci-Fi                     | WIN                               |                                  | Sequel al Star Wars: Knights of the Old Republic. Primul joc lansat de Obsidian Entertainment, care a fost format după prăbușirea Black Isle Studios. | SUA             |
| 2005 (JP)                        | Tears to Tiara | Leaf                       | Aquaplus                               | Fantezie                   | WIN                               | Tactical RPG                     | | Japonia         |
| 2005 (JP)                        | Tir-nan-og V: Eternal Hitoshi ティル・ナ・ノーグV 〜悠久の仁〜 | SystemSoft                 |                                        | Fantezie                   | WIN                               | Tactical RPG                     | Sequel al Tir-nan-og IV: King of the Valiant pentru WIN.                                                                                              | Japonia         |
| 2005 (NA/EU)                     | X-Men Legends II: Rise of Apocalypse | Beenox                     | Activision                             | Superhero                  | WIN                               | Action RPG                       | Sequel al X-Men Legends. | CA              |
| 2005 (JP)                        | Xanadu Next | Nihon Falcom               | Nihon Falcom                           | Fantezie                   | WIN                               | Action RPG                       | Sequel al Legend of Xanadu II. | Japonia         |
| 2005 (JP)                        | Ys: The Oath in Felghana | Nihon Falcom               | Nihon Falcom                           | Fantezie                   | WIN (Remake)                      | Action RPG JRPG                  | Refacere a Ys III: Wanderers from Ys pentru MSX. Sequel al Ys V: Kefin, The Lost City of Sand.                                                        | Japonia         |
| 2005 (JP)                        | .hack//fragment | CyberConnect2              | Bandai                                 | Sci-Fi                     | PS2                               | Action RPG MMORPG                | | Japonia         |
| 2005 (JP)                        | 3rd Super Robot Wars Alpha | Banpresto                  | Banpresto                              | Sci-Fi                     | PS2                               | Tactical RPG                     | | Japonia         |
| 2005 (KR) 2006 (NA/EU)           | Astonishia Story | Sonnori                    |                                        | Fantezie                   | PSP (Port)                        | Tactical RPG                     | Portare a Astonishia Story. | KR              |
| 2005 (JP) 2006 (NA/EU)           | Atelier Iris 2: The Azoth of Destiny | Gust                       | Gust Nippon Ichi Koei                  | Fantezie                   | PS2                               | JRPG                             | Prequel al Atelier Iris: Eternal Mana. | Japonia         |
| 2005 (JP)                        | Boktai 3: Sabata's Counterattack | Konami                     | Konami                                 | Fantezie                   | GBA                               | Action RPG                       | Sequel al Boktai 2: Solar Boy Django. | Japonia         |
| 2005 (JP) 2006 (EU)              | Breath of Fire III | Capcom                     | Capcom                                 | Fantezie                   | PSP (Port)                        | JRPG                             | Portare a Breath of Fire III pentru PS1. Sequel al Breath of Fire II.                                                                                 | Japonia         |
| 2005 (JP)                        | Castle Fantasia: Elenshia Senki | Studio E-Go!               |                                        | Fantezie                   | PS2                               | Tactical RPG Eroge               | Sequel al Castle Fantasia 2: Seima Taisen. | Japonia         |
| 2005 (NA/PAL)                    | Champions: Return to Arms | Snowblind                  | SOE                                    | Fantezie                   | PS2                               | Action RPG                       | Spin-off al seriei EverQuest. | SUA             |
| 2005 (NA)                        | Chronicles of Narnia, The: The Lion, the Witch and the Wardrobe | Starwave                   |                                        | Fantezie                   | MOBI                              | Tactical RPG                     | Bazat pe carte și film omonim. | UK              |
| 2005 (JP)                        | Code Age Commanders | Square Enix                | Square Enix                            | Sci-Fi Fantasy             | PS2                               | Action RPG                       | | Japonia         |
| 2005 (NA)                        | Dragon Ball Z: The Legacy of Goku 1 & 2 | Webfoot                    | Atari                                  | Sci-Fi Fantasy             | GBA (Rerel)                       | Action adventure RPG             | Relansare a Dragon Ball Z: The Legacy of Goku și Dragon Ball Z: The Legacy of Goku II pentru GBA.                                                     | Japonia         |
| 2005 (JP)                        | Dragon Force ドラゴンフォース | 3D Ages                    | Sega                                   | Fantezie                   | PS2 (Remake)                      | Tactical RPG                     | Refacere a Dragon Force pentru SAT. | Japonia         |
| 2005 (JP) 2006 (NA/EU/AU)        | Drakengard 2 | cavia                      | Square Enix Ubisoft                    | Fantezie                   | PS2                               | Action RPG                       | Sequel al Drakengard. | Japonia         |
| 2005 (JP/NA) 2006 (EU/AU)        | Final Fantasy IV Advance | Square                     | Square Enix Nintendo                   | Fantezie                   | GBA (Remake)                      | JRPG                             | Refacere a Final Fantasy IV pentru SNES. | Japonia         |
| 2005 (JP)                        | Final Fantasy X/X-2 Ultimate Box |                            |                                        | Fantezie                   | PS2 (Rerel)                       | JRPG                             | Relansare și compilare a Final Fantasy X și Final Fantasy X-2 pentru PS2.                                                                             | Japonia         |
| 2005 (JP/NA/EU/AU)               | Fire Emblem: Path of Radiance | Intelligent Systems        | Nintendo                               | Fantezie                   | GCN                               | Tactical RPG                     | | Japonia         |
| 2005 (JP)                        | Front Mission 5: Scars of the War | Square Enix                | Square Enix                            | Sci-Fi                     | PS2                               | Tactical RPG                     | Sequel al Front Mission 4. | Japonia         |
| 2005 (JP) 2006 (NA) 2007 (EU/AU) | Generation of Chaos | Idea Factory               | NIS America Midas                      | Fantezie                   | PSP                               | Tactical RPG                     | Generation of Chaos | Japonia         |
| 2005 (JP)                        | Generation of Chaos IV 新天魔界 〜GOC IV アナザサイド〜 | Idea Factory               | Idea Factory                           | Sci-Fi                     | PS1 (Port)                        | Tactical RPG                     | Portare a Generation of Chaos IV pentru PS2. Sequel al Generation of Chaos III: Toki no Fuuin.                                                        |                 |
| 2005 (JP)                        | Generation of Chaos V 新天魔界ジェネレーションオブカオスV | Idea Factory               | Idea Factory                           | Fantezie                   | PS2                               | Tactical RPG                     | Sequel al Generation of Chaos IV. | Japonia         |
| 2005 (JP) 2006 (NA)              | Grandia III | Game Arts                  | Square Enix                            | Fantezie                   | PS2                               | JRPG                             | Sequel al Grandia II. | Japonia         |
| 2005 (JP)                        | Inuyasha: The Secret of the Cursed Mask | Bandai                     | Bandai                                 | Fantezie                   | PS2 (Rerel)                       | JRPG                             | Relansare și compilare de a Inuyasha: The Secret of the Cursed Mask pentru PS2.                                                                       | Japonia         |
| 2005 (NA/EU/AU)                  | Jade Empire | BioWare                    | Microsoft                              | Fantezie                   | Xbox                              | Action RPG                       | | CA              |
| 2005 (JP) 2006 (NA/EU/AU)        | Kingdom Hearts II | Square Enix                | Square Enix Buena Vista                | Fantezie                   | PS2                               | Action RPG                       | Sequel al Kingdom Hearts: Chain of Memories. | Japonia         |
| 2005 (JP/NA) 2006 (EU/AU)        | Kingdom of Paradise Key of Heaven | Climax                     | SCE                                    | Fantezie                   | PSP                               | Action RPG                       | | Japonia         |
| 2005 (EU)                        | Knights of the Temple II | Cauldron                   | Playlogic                              | Fantezie                   | PSP                               | Action RPG                       | Sequel al Knights of the Temple: Infernal Crusade. | SK              |
| 2005 (JP)                        | Langrisser III ラングリッサーIII | Taito                      |                                        | Fantezie                   | PS2 (Port)                        | Tactical RPG                     | Portare a Langrisser III pentru SAT. Prequel al Warsong.                                                                                              | Japonia         |
| 2005 (JP) 2007 (NA)              | Legend of Heroes IV, The: A Tear of Vermillion The Legend of Heroes: A Tear of Vermillion 英雄伝説IV「朱紅い雫」                                                        | Micro Vision               | Bandai                                 | Fantezie                   | PSP (Remake)                      | JRPG                             | Refacere a The Legend of Heroes IV: A Tear of Vermillion pentru PC-9801. Sequel al The Legend of Heroes III: Prophecy of the Moonlight Witch.         | Japonia         |
| 2005 (NA)                        | Lord of the Rings, The: Tactics | EA                         | EA                                     | Fantezie                   | PSP                               | Tactical RPG                     | | SUA             |
| 2005 (JP/NA) 2006 (EU)           | Lunar: Dragon Song | Japan Art Media            | Marvelous Ubisoft Rising Star          | Fantezie                   | DS                                | JRPG                             | Prequel al Lunar: The Silver Star. | Japonia         |
| 2005 (JP/NA/EU)                  | Makai Kingdom: Chronicles Of The Sacred Tome Phantom Kingdom ファントム・キングダム                                                                                     | Nippon Ichi                | Nippon Ichi                            | Fantezie                   | PS2                               | Tactical RPG                     | | Japonia         |
| 2005 (JP/NA) 2006 (EU/AU)        | Mario & Luigi: Partners in Time | AlphaDream                 | Nintendo                               | Fantezie                   | DS                                | JRPG                             | Sequel al Mario & Luigi: Superstar Saga. | Japonia         |
| 2005 (JP/NA/EU)                  | Mega Man Battle Network 5: Team Colonel | Capcom                     | Capcom                                 | Fantezie                   | GBA                               | Action RPG                       | Sequel al Mega Man Battle Network 4. | Japonia         |
| 2005 (JP/NA) 2006 (EU)           | Mega Man Battle Network 5: Double Team DS | Capcom                     | Capcom                                 | Fantezie                   | DS (Remake)                       | Action RPG                       | Refacere a Mega Man Battle Network 5. Sequel al Mega Man Battle Network 4.                                                                            | Japonia         |
| 2005 (JP) 2006 (NA/EU)           | Mega Man Battle Network 6: Cybeast Falzar | Capcom                     | Capcom                                 | Sci-Fi                     | GBA                               | Action RPG                       | Sequel al Mega Man Battle Network 5. | Japonia         |
| 2005 (JP) 2006 (NA/EU)           | Mega Man Battle Network 6: Cybeast Gregar | Capcom                     | Capcom                                 | Sci-Fi                     | GBA                               | Action RPG                       | Sequel al Mega Man Battle Network 5. | Japonia         |
| 2005 (JP) 2006 (NA)              | Metal Saga: Sajin no Kusari | Createch                   | Success Atlus                          | Post-apocalyptic           | PS2                               | JRPG                             | | Japonia         |
| 2005 (JP) 2006 (NA/EU)           | Monster Hunter Freedom | Capcom                     | Capcom                                 | Fantezie                   | PSP (Remake)                      | Action RPG                       | Refacere a Monster Hunter G pentru PS2. | Japonia         |
| 2005 (JP)                        | Monster Hunter G | Capcom                     | Capcom                                 | Fantezie                   | PS2 (Remake)                      | Action RPG                       | Refacere a Monster Hunter pentru PS2. | Japonia         |
| 2005 (JP) 2006 (NA)              | MS Saga: A New Dawn | Bandai                     | Bandai                                 | Sci-Fi                     | PS2                               | JRPG                             | | Japonia         |
| 2005 (JP/NA/EU)                  | Musashi: Samurai Legend | Square Enix                | Square Enix                            | Fantezie                   | PS2                               | Action RPG                       | Sequel al Brave Fencer Musashi. | Japonia         |
| 2005 (JP)                        | Namco x Capcom | Monolith                   | Namco                                  | Fantezie                   | PS2                               | Action RPG / Tactical RPG hybrid | | Japonia         |
| 2005 (JP)                        | Phantasy Star Generation 2 | Sega                       | Sega                                   | Sci-Fi                     | PS2 (Remake)                      | JRPG                             | Refacere a Phantasy Star II. | Japonia         |
| 2005 (JP/NA/EU/AU)               | Pokémon XD: Gale of Darkness | Genius Sonority            | Nintendo                               | Modern Fantasy             | GCN                               | JRPG                             | | Japonia         |
| 2005 (JP/NA) 2006 (EU/AU)        | PoPoLoCrois | SCE G-Artists              | SCE Agetec Ignition                    | Fantezie                   | PSP (Port)                        | JRPG                             | Portare și compilare a Popolocrois Monogatari și Popolocrois Monogatari II pentru PS1, precum și un al treilea titlu nou.                             | Japonia         |
| 2005 (JP)                        | Princess Crown | Vanillaware                | Atlus                                  | Fantezie                   | PSP (Port)                        | Action RPG                       | Portare a Princess Crown pentru SAT. | Japonia         |
| 2005 (JP/NA)                     | Radiata Stories | tri-Ace                    | Square Enix                            | Fantezie                   | PS2                               | Action RPG                       | | Japonia         |
| 2005 (NA) 2006 (EU/AUS)          | Rebelstar: Tactical Command | Codo                       | Namco                                  | Sci-Fi                     | GBA                               | Tactical RPG                     | | UK              |
| 2005 (JP)                        | Rebirth Moon リバースムーン | Idea Factory               | Idea Factory                           | Fantezie                   | PS2                               | Tactical RPG                     | | Japonia         |
| 2005 (NA)                        | Rifts: Promise of Power | Backbone                   | Nokia                                  | Fantezie                   | NGE                               | Tactical RPG                     | Bazat pe joculMegami Tensei pen-and-paper role-playing omonim.                                                                                        | SUA             |
| 2005 (JP) 2007 (NA/EU/AU)        | Rogue Galaxy | Level-5                    | SCE                                    | Sci-Fi                     | PS2                               | JRPG                             | | Japonia         |
| 2005 (JP/NA)                     | Romancing SaGa: Minstrel Song | Square                     | Square                                 | Fantezie                   | PS2 (Remake)                      | JRPG                             | Refacere a Romancing SaGa pentru SNES. | Japonia         |
| 2005 (JP)                        | Sakura Taisen 3: Pari wa Moeteiru ka | Red Overworks              | Sega                                   | Steampunk                  | PS2 (Port)                        | Tactical RPG                     | Portare a Sakura Taisen 3: Pari wa Moeteiru ka pentru DC. Sequel al Sakura Taisen 2: Kimi, Shinitamou koto Nakare.                                    | Japonia         |
| 2005 (JP)                        | Sakura Taisen V: Saraba, Itoshiki Hito yo | Red Overworks              | Sega                                   | Steampunk                  | PS2                               | Tactical RPG                     | Sequel al Sakura Taisen 4. | Japonia         |
| 2005 (JP) 2006 (NA) 2007 (EU/AU) | Shadow Hearts: From The New World | Nautilus                   | Aruze XSEED Ghostlight                 | Historical Fantasy         | PS2                               | JRPG                             | Sequel al Shadow Hearts: Covenant. | Japonia         |
| 2005 (JP)                        | Shinseiki Genso: Spectral Souls II 新紀幻想スペクトラルソウルズII | Neverland                  | Idea Factory                           | Fantezie                   | PS2                               | Tactical RPG                     | Sequel al Shinseiki Genso: Spectral Souls. | Japonia         |
| 2005 (JP)                        | Shinseiki Yuusha Taisen | Mayhem Takara              |                                        | Sci-Fi                     | PS2                               | Tactical RPG                     | | Japonia         |
| 2005 (JP)                        | Shin Megami Tensei: Devil Summoner |                            |                                        | Fantezie                   | PSP (Port)                        | JRPG                             | Portare a Shin Megami Tensei: Devil Summoner pentru SAT. Spin-off al seriei Megami Tensei.                                                            | Japonia         |
| 2005 (JP/NA) 2007 (EU)           | Shin Megami Tensei: Digital Devil Saga 2 | Atlus                      | Atlus Ghostlight                       | Fantezie                   | PS2                               | JRPG                             | Sequel al Shin Megami Tensei: Digital Devil Saga. | Japonia         |
| 2005 (JP/NA)                     | Shining Force Neo シャイニング・フォース ネオ | Neverland Amusement Vision | Sega                                   | Fantezie                   | PS2                               | Action RPG                       | Parte a seriei Shining Force series. | Japonia         |
| 2005 (NA)                        | Sigma Star Saga | WayForward                 | Namco                                  | Fantezie                   | GBA                               | Action RPG                       | | SUA             |
| 2005 (JP/NA) 2006 (EU)           | Suikoden Tactics Rhapsodia | Konami                     | Konami                                 | Fantezie                   | PS2                               | Tactical RPG                     | Sequel al Suikoden IV. | Japonia         |
| 2005 (JP)                        | Summon Night Craft Sword Monogatari: Hajimari no Ishi | Flight-Plan                | Banpresto                              | Steampunk                  | GBA                               | Action RPG                       | Parte a seriei Summon Night. | Japonia         |
| 2005 (JP) 2006 (NA)              | Super Robot Taisen: Original Generation 2 | Banpresto                  | Banpresto Atlus                        | Sci-Fi                     | GBA                               | Tactical RPG                     | | Japonia         |
| 2005 (JP)                        | Super Robot Wars Judgement | Banpresto                  | Banpresto                              | Sci-Fi                     | GBA                               | Tactical RPG                     | | Japonia         |
| 2005 (JP)                        | Tales of Breaker |                            |                                        | Fantezie                   | MOBI                              | Action RPG                       | | Japonia         |
| 2005 (JP)                        | Tales of Commons |                            |                                        | Fantezie                   | MOBI                              | Action RPG                       | | Japonia         |
| 2005 (JP) 2006 (EU/AU)           | Tales of Eternia | Telenet Japan Wolf Team    | Namco Ubisoft                          | Fantezie                   | PSP (Port)                        | Action RPG                       | Portare a Tales of Eternia pentru PS1. | Japonia         |
| 2005 (JP) 2006 (NA)              | Tales of Legendia | Namco Team MelFes          | Namco                                  | Fantezie                   | PS2                               | Action RPG                       | | Japonia         |
| 2005 (JP) 2006 (NA)              | Tales of the Abyss | Namco Tales                | Namco Namco Bandai                     | Fantezie                   | PS2                               | Action RPG                       | | Japonia         |
| 2005 (JP)                        | Tales of the World: Narikiri Dungeon 3 | Alfa System                | Namco                                  | Fantezie                   | GBA                               | Tactical RPG                     | Sequel al Tales of the World: Narikiri Dungeon 2. | Japonia         |
| 2005 (JP)                        | Tengai Makyō III: Namida | Red Ent.                   | Hudson Soft                            | Fantezie                   | PS2                               | JRPG                             | Sequel al Tengai Makyō II: Manjimaru. | Japonia         |
| 2005 (JP)                        | Twelve: Sengoku Fuushinden Twelve 〜戦国封神伝〜 | Konami                     |                                        | Fantezie Historical        | PSP                               | Tactical RPG                     | | Japonia         |
| 2005 (NA) 2006 (EU/JP)           | Untold Legends: Brotherhood of the Blade | SOE                        | SOE                                    | Fantezie                   | PSP                               | Action RPG                       | Debutul seriei. | SUA             |
| 2005 (JP) 2006 (NA/EU/AU)        | Wild ARMs 4 | Media.Vision               | SCEI XSEED 505                         | Steampunk                  | PS2                               | JRPG                             | Sequel al Wild Arms 3. | Japonia         |
| 2004 (PAL) 2005 (NA)             | X-Men Legends | Barking Lizards            | Activision                             | Sci-Fi                     | NGE (Port)                        | Action RPG                       | Portare a X-Men Legends pentru GCN, PS2 și Xbox. | SUA             |
| 2005 (??)                        | X-Men Legends II: Rise of Apocalypse | Raven                      | Activision                             | Sci-Fi Fantasy             | GCN PS2 Xbox                      | Action RPG                       | Sequel al X-Men Legends. | SUA             |
| 2005 (??)                        | X-Men Legends II: Rise of Apocalypse | Vicarious Visions          | Activision                             | Sci-Fi Fantasy             | PSP                               | Action RPG                       | Sequel al X-Men Legends. | SUA             |
| 2005 (??)                        | X-Men Legends II: Rise of Apocalypse | Barking Lizards            | Activision                             | Sci-Fi Fantasy             | NGE                               | Action RPG                       | Sequel al X-Men Legends. | SUA             |
| 2005 (JP)                        | Xanadu Next | Nihon Falcom               | Nihon Falcom                           | Fantezie                   | NGE                               | Action RPG                       | Sequel al Legend of Xanadu II. | Japonia         |
| 2005 (??)                        | Ys III: Wanderers from Ys | Nihon Falcom               | Taito                                  | Fantezie                   | PS2 (Port)                        | Action RPG                       | Portare a Ys III: Wanderers from Ys pentru PC88 și PC98. Sequel al Ys II: Ancient Ys Vanished - The Final Chapter.                                    | Japonia         |
| 2005 (??)                        | Ys IV: Mask of the Sun - A New Theory | Taito                      | Taito                                  | Fantezie                   | PS2 (Remake)                      | Action RPG                       | Refacere a Ys IV: Mask of the Sun pentru SNES. Sequel al Ys III: Wanderers from Ys.                                                                   | Japonia         |
| 2005 (JP/NA/EU)                  | Ys VI: The Ark of Napishtim | Konami                     | Konami                                 | Fantezie                   | PS2 (Port)                        | Action RPG                       | Portare a Ys VI: The Ark of Napishtim pentru PC. Sequel al Ys V: Kefin, The Lost City of Sand.                                                        | Japonia         |